# Luciferjev učinek
Luciferjev učinek pomeni, da dobri ljudje v določenih pogojih lahko postanejo slabi.

## Izvor besede
Sama beseda »Lucifer« ima svoj koren v latinščini, kjer »lux« pomeni luč, »ferre« pa prinašati. Dobesedno bi torej Lucifer pomenilo »prinašalec luči«. Velikokrat ima pomen »svetle danice«, »jutranje zvezde«, in pomeni tudi planet, ki ga mi poznamo pod imenom Venera. Po krščanskem izročilu predstavlja Lucifer padlega angela, navadno v povezavi s Satanom, utelešenje zlobe in nasprotnika Boga. Legenda pripoveduje, da je bil Lucifer pomemben nadangel v nebesih, ki ga je napuh privedel do upora proti Bogu. Ko je upor propadel, ga je  Bog skupaj s tretjino njegovih privržencev izgnal iz nebes.

## Značilnosti
Luciferjev učinek pravzaprav pomeni, da dobri ljudje v določenih pogojih lahko postanejo slabi. Povsem običajni ljudje se spremenijo v zlobne zločince, ki so pripravljeni zavestno škodovati drugim ljudem, jim zadajati bolečino ali jih v skrajnih primerih celo ubiti. Gre pravzaprav za nekakšno transformacijo iz dobrega v zlo. Tukaj torej podobnost s krščanskim Luciferjem, ki je bil dober in je postal slab. Pomemben aspekt pri tem je tudi to, da se ljudje ob svojem početju ne čutijo odgovorne za svoja dejanja oz. jih počnejo z nekim izgovorom ali pod pretvezo.
Zimbardo je na konferenci razložil Luciferjev učinek. Govoril je o tem, kako tanka je črta med dobrim in zlim, ter kako lahko je to črto prestopiti. Ljudje se damo z lahkoto zapeljati v zločine, vendar lahko v nekaterih redkih primerih prestopimo črto tudi v obratno smer (torej iz slabega v dobro). Luciferjev učinek se torej osredotoča na negativnost, v katero ljudje lahko zapademo, in ne na negativne ljudi same po sebi. To nas vodi do psihološke definicije tega fenomena: zlo je podaljšek moči in to je ključno: moč. Pomeni, da želimo škodovati ljudem na psihološki in fizični ravni, da jim želimo uničiti moralni svet ali njihove ideje ter delovati proti človeštvu. Raziskave so se v začetku posvečale predvsem ljudem, ki naj bi bili zlobni, kasneje pa so se zavedali tudi samih situacij, ki človeka na nek način »pripravijo« do tega. (Dolenc, 2007)

## Potek transformacije
Kako se torej zgodi transformacija domnevno dobrega človeka v zlega? 
1. Najprej se zmeraj osredotočimo na posameznika in njegove temelje delovanja. S tem se ukvarjajo vse socialnega znanosti, gre pa preprosto za to, da ugotovimo, ali je človek »normalen« ali ne, torej ali je »dober«.
2. Nato se osredotočimo na vse zunanje faktorje, ki na tega človeka delujejo.
3. Ugotovimo, da je moč v sistemu. Sistem ustvarja moč, ki determinira individualca na ekonomski, kulturni in socialni ravni. Če torej hočemo spremljati posameznika, moramo vedeti, kako sistem deluje nanj s svojo močjo.

Transformacija poteka torej po naslednjih korakih:
1. brez posebnega razmišljanja naredimo majhen korak
2. dehumaniziramo ostale
3. zagotovimo si anonimnost (nismo posamezniki)
4. znebimo se osebne odgovornosti
5. slepo ubogamo avtoriteto
6. nekritično sprejmemo skupinske norme
7. pasivno toleriramo zlobna dejanja

## Herojstvo
Čeprav se večinoma govori o negativnih vidikih človeškega vedenja, pa je potrebno izpostaviti tudi to, kar je najboljšega pri človeštvu, to so posamezniki, ki se odmaknejo od pasivne množice in storijo herojsko dejanje. Heroji so tradicionalno dojeti kot nadpovprečni ljudje, kot super agentje plemenitih dejanj. Pri tem Zimbardo ločuje med tistimi redkimi, katerih življenje se vrti okoli žrtvovanja v dobro družbe in dobrobit njihovih bližnjih oz. kroničnimi heroji, ter tistimi ljudmi, ki jih ki so motivirani k herojičnemu dejanju v določeni situaciji ob določenem času. Herojska dejanja so vedno posebna, heroji pa so navadni ljudje, običajni državljani, ki so naredili, kar so pač morali narediti, ker jih je k dejanju motiviral občutek dolžnosti. Po navadi rečejo, da dejanje ni bilo nič posebnega, da so naredili le to, kar bi storil vsak na njihovem mestu in kar bi vsak moral storiti. Ta fenomen je »banalnost heroizma« (Franco in Zimbardo, n.d.).
Verjeti hočemo, da obstaja nekaj v nekaterih ljudeh, kar jih usmerja k zlu, medtem ko pri drugih obstaja nekaj, kar jih usmerja k dobremu. Vendar pa ni dokazov za dispozicijski pogled na dobro in zlo. Dokler ni dokazov za to, je bolje, da se osredotočimo na situacijsko determiniranost dobrega in zla in poskušamo razumeti, kaj pri določenih vedenjskih vzorcih prisili, da nekateri med nami postanejo akterji zla, drugi v prisotnosti zla pogledajo proč, medtem ko tretji delujejo herojsko v dobro tistim, ki se jim godi krivica. Nekatere situacije lahko pripeljejo dobre ljudi do tega, da storijo neko zlo dejanje, te iste okoliščine pa lahko pripeljejo nekoga drugega do herojskega dejanja. Razlikovati je potrebno med heroizmom, ki predstavlja fizično nevarnost in heroizmom, ki predstavlja socialno nevarnost. Ljudje kot Nelson Mandela, Martin Luther King, Jr., in dr. Albert Schweitzer so se voljno prepustili dejanjem herojske socialne aktivnosti dan za dnem, večino svojega odraslega življenja. V tem smislu fizično tveganje šteje za nevarnost, tveganje, ki vključuje socialni heroizem, pa za žrtvovanje (Franco in Zimbardo, n.d.).